# David Drake
David Drake (ur. 24 września 1945 w Dubuque, zm. 10 grudnia 2023 w Silk Hope) – amerykański autor fantastyki naukowej i fantasy, weteran wojny wietnamskiej, pracował jako prawnik, jeden z czołowych autorów militarnej fantastyki naukowej.
Był członkiem bractwa Phi Beta Kappa na University of Iowa, gdzie studiował na kierunkach historycznym  i łacinie. Jego nauka na Duke University School of Law została przerwana na dwa lata, gdy został wcielony do armii Stanów Zjednoczonych.
Jego najbardziej znana samodzielna praca to seria Hammer's Slammers, zbiór nowel militarnej fantastyki naukowej. W 1997 zaczął swoją największą serię fantasy, Władca Wysp (Lord of the Isles), używając elementów sumeryjskiej religii i współczesnej technologii. W 2007 zakończył serię dziewiątym tomem. Z Erikiem Flintem napisał wspólnie cykl Belizariusz.

## Władca Wysp (Lord of the Isles)
- 2001: Władca Wysp (1997: Lord of the Isles)
- 2002: Królowa Demonów (1998: Queen of Demons)
- 1999: Servant of the Dragon
- 2001: Mistress of the Catacombs
- 2003: Goddess of the Ice Realm
- 2004: Master of the Cauldron
- 2006: The Fortress of Glass
- 2007: The Mirror of Worlds
- 2008: The Gods Return